# Punta Open
Il Punta Open è un torneo professionistico di tennis che si gioca su campi in terra rossa. Fa parte dell'ATP Challenger Tour e si gioca annualmente a Punta del Este in Uruguay. Disputato ininterrottamente dalla prima edizione del 1993 al 1997 con il nome Punta del Este Challenger, dopo una pausa nel 1998 si è rigiocato a partire dal 1999. Negli anni successivi vi è stata una lunga interruzione ed è stato nuovamente incluso nel circuito Challenger dal 2018 con la denominazione Punta Open. A causa dello stop dovuto alla pandemia di Coronavirus è stato di nuovo interrotto per essere ripreso nel 2024.

## Albo d'oro

### Singolare
| Anno       | Campione             | Finalista              | Punteggio           |
| ---------- | -------------------- | ---------------------- | ------------------- |
| 2025       | Daniel Elahi Galán   | Tomás Barrios Vera     | 5–7, 6–4, 6–4       |
| 2024       | Gianluca Mager       | Thiago Agustín Tirante | 6(5)–7, 6–2, 6–0    |
| 2023- 2021 | Non disputato        | Non disputato          | Non disputato       |
| 2020       | Thiago Monteiro (2)  | Marco Cecchinato       | 7–6(3), 6(6)–7, 7–5 |
| 2019       | Thiago Monteiro (1)  | Facundo Argüello       | 3–6, 6–2, 6–3       |
| 2018       | Guido Andreozzi      | Simone Bolelli         | 3–6, 6–4, 6–3       |
| 2017- 2000 | Non disputato        | Non disputato          | Non disputato       |
| 1999       | Marcelo Charpentier  | Martin Rodriguez       | 6–2, 6–2            |
| 1998       | Non disputato        | Non disputato          | Non disputato       |
| 1997       | Marco Meneschincheri | Juan Antonio Marín     | 6–7, 6–1, 6–4       |
| 1996       | Félix Mantilla       | Kris Goossens          | 6–2, 7–6            |
| 1995       | Emanuel Couto        | Marcelo Charpentier    | 7–5, 7–6            |
| 1994       | Franco Davín         | Gérard Solvès          | 6–2, 4–6, 6–0       |
| 1993       | Javier Frana         | Gabriel Markus         | 4–6, 6–2, 7–6       |

### Doppio
| Anno       | Campioni                               | Finalisti                                    | Punteggio           |
| ---------- | -------------------------------------- | -------------------------------------------- | ------------------- |
| 2025       | Gustavo Heide João Lucas Reis da Silva | Facundo Mena Marco Trungelliti               | 6–2, 6–3            |
| 2024       | Murkel Dellien Federico Agustín Gómez  | Guido Andreozzi Guillermo Durán              | 6–3, 6–2            |
| 2023- 2021 | Non disputato                          | Non disputato                                | Non disputato       |
| 2020       | Orlando Luz Rafael Matos               | Juan Manuel Cerúndolo Thiago Agustín Tirante | 6–4, 6–2            |
| 2019       | Guido Andreozzi Guillermo Durán        | Sander Gillé Joran Vliegen                   | 6–2, 6(6)–7, [10–8] |
| 2018       | Facundo Bagnis Ariel Behar             | Simone Bolelli Alessandro Giannessi          | 6–2, 7–6(7)         |
| 2017- 2000 | Non disputato                          | Non disputato                                | Non disputato       |
| 1999       | Lucas Arnold Ker Marcelo Filippini (2) | Paulo Carvallo Gonzalo Rodriguez             | 6–1, 6–4            |
| 1998       | Non disputato                          | Non disputato                                | Non disputato       |
| 1997       | Daniel Orsanic Martin Rodriguez        | Nelson Aerts Fernando Meligeni               | 6–2, 6–4            |
| 1996       | Gustavo Kuerten Jaime Oncins           | Alejandro Hernández Simon Touzil             | 5–7, 6–4, 7–6       |
| 1995       | Christian Miniussi Diego Pérez (2)     | Lucas Arnold Ker Patricio Arnold             | 4–6, 7–5, 6–1       |
| 1994       | Marcelo Filippini (1) Diego Pérez (1)  | Luis Lobo Christian Miniussi                 | 6–7, 7–6, 7–6       |
| 1993       | Jean-Philippe Fleurian Mark Koevermans | William Kyriakos Fernando Meligeni           | 6–4, 6–1            |